# Techniques d'Avant Garde
A TAG Group (Holdings) S.A., é uma holding com base em Luxemburgo, fundada em 1975 e de propriedade dos empresários sauditas Mansour Ojjeh e Akram Ojjeh.

## História
A TAG foi formada em 1977 por Akram Ojjeh e atualmente é liderada pelo diretor executivo Mansour Ojjeh, filho do fundador.
Em 1985, o Grupo TAG comprou a relojoaria suíça Heuer. O Grupo TAG combinou as marcas TAG e Heuer para criar a marca TAG Heuer e também deu à sua relojoeira subsidiária recém-adquirida o nome TAG Heuer. Sob a posse do Grupo TAG, a TAG Heuer modernizou sua linha de produtos e aumentou significativamente as vendas mundiais. A LVMH comprou a subsidiária TAG Heuer em 1999 por 740 milhões de dólares. Atualmente, o Grupo TAG é, em primeiro lugar, uma holding para as participações de Ojjeh na TAG Aviation e na McLaren Technology Group.

## Automobilismo

### Fórmula 1
A TAG patrocinou a equipe Williams de Fórmula 1 durante o início dos anos 1980, incluindo o período quando os pilotos da equipe Alan Jones e Keke Rosberg venceram os Campeonatos Mundiais de 1980 e 1982, respectivamente. Durante a temporada de 1983, Mansour Ojjeh teve uma reunião com o chefe da equipe McLaren, Ron Dennis, que ofereceu a Ojjeh a chance de não apenas um acordo de patrocínio como com a Williams, mas adquirir uma parte da McLaren. Ojjeh concordou e o relacionamento da McLaren continua até hoje, com o Grupo TAG mantendo uma participação no Grupo McLaren.
Embora ainda fosse um patrocinador da Williams, Ojjeh financiou o desenvolvimento de um motor Porsche V6 turboalimentado para ser usado na McLaren. Os motores seriam etiquetados como TAG enquanto Ojjeh possuía os direitos de nomeação, embora exibisse também nos motores as palavras "Made by Porsche". O motor fabricado pela Porsche fez sua estreia na Fórmula 1 no Grande Prêmio dos Países Baixos de 1983, em Zandvoort, com Niki Lauda qualificando o carro em 19º antes de abandonar na 25ª volta, quando seus freios falharam. As McLarens não conseguiram terminar nenhuma corrida no final da temporada de 1983, embora Lauda tenha se classificado em 11º na última corrida na África do Sul, apesar de ter se retirado da corrida quando faltavam cinco voltas para o final com falha elétrica.
Na temporada de 1984, Niki Lauda e Alain Prost venceram doze das dezesseis corridas, com a McLaren vencendo facilmente o Campeonato de Construtores. O Campeonato de Pilotos se tornou uma batalha entre Lauda e Prost, com o austríaco ganhando seu terceiro Campeonato Mundial por apenas meio ponto de seu companheiro de equipe. Prost venceu sete corridas contra cinco de Lauda, mas Lauda marcou mais pontos e teve menos abandonos de corridas do que o francês, que foi o vice-campeão pelo segundo ano consecutivo. A primeira vitória do motor TAG veio na primeira corrida da temporada, que foi realizada no Brasil graças a um brilhante desempenho de Alain Prost. Lauda venceu a corrida seguinte em Kyalami e, na 11ª rodada realizada nos Países Baixos, a equipe conquistou o título do Campeonato de Construtores. O título do Campeonato de Pilotos não foi decidido até à última rodada em Portugal, com Prost ganhando a sua sétima corrida (um recorde da temporada) não sendo suficiente para superar Lauda, cujo segundo lugar deu-lhe 72 pontos no campeonato contra os 71,5 de Prost, apenas recebendo 4,5 pontos em vez dos habituais nove por sua vitória na chuva encurtada no Grande Prêmio de Mônaco, e o melhor recorde final de Lauda sendo o fator decisivo.
Prost tornou-se o primeiro francês a vencer o Campeonato Mundial de Pilotos quando conduziu o McLaren-TAG ao título em 1985. A McLaren não dominou como no ano anterior, principalmente devido a um desafio combinado entre Ferrari e ao surgimento do motor Honda da Williams. Prost faria campeonatos seguidos no McLaren-TAG em 1986. No entanto, o motor da Honda, com melhor potência e economia de combustível do que as unidades TAG-Porsche, era agora o motor a ter, com a equipe Williams reivindicando o título de Construtores da McLaren e Prost tendo uma tensa batalha com os pilotos da Williams Nigel Mansell e Nelson Piquet para o Campeonato de Pilotos, que só foi decidido em favor de Prost na rodada final na Austrália.
O último ano dos motores TAG-Porsche na Fórmula 1 foi em 1987. Em um ano decepcionante, Prost foi incapaz de defender seu título e terminou em quarto no campeonato com três vitórias. A vitória final para o motor TAG foi no Grande Prêmio de Portugal, onde Prost registrou sua 28º vitória na carreira, quebrando o recorde de 27 detidos por Jackie Stewart desde 1973. No geral, os motores TAG impulsionaram a McLaren para 25 vitórias em Grandes Prêmios, sete pole positions, dezoito voltas mais rápidas e 54 pódios em 68 corridas disputadas.
Atualmente, o Grupo TAG possui 14,7% do Grupo McLaren. A TAG também possui participação nas subsidiárias do Grupo McLaren. As empresas mais famosas da McLaren incluem a McLaren Racing e a McLaren Automotive.

#### Números da TAG na Fórmula 1
- Vitórias: 25[5] (36,760%[6])
- Pole positions: 7[7] (10,290%[8])
- Voltas mais rápidas: 18[9]
- Triplos (pole, vitória e volta mais rápida) 3[10] (não considerando os pilotos, apenas o motor)
- Pontos: 405,5[11]
- Pódios: 44[12]
- Grandes Prêmios: 68[13] (Todos os Carros: 134[14])
- Grandes Prêmios com pontos: 53[15]
- Largadas na primeira fila: 20[16]
- Posição média no grid: 6,731[17]
- Primeira vitória: 5 Corridas[18]
- Primeira pole position: 10 Corridas[19]
- Não qualificações: 0[20]
- Desqualificações: 3[21]
- Porcentagem de motores quebrados: 38,060%[22]